# دینا اشبروک
دِینا اشبروک (انگلیسی: Dana Ashbrook؛ زادهٔ ۲۴ مهٔ ۱۹۶۷) هنرپیشه اهل ایالات متحده آمریکا است که از سال ۱۹۷۸ میلادی تاکنون مشغول فعالیت بوده‌است.

## گزیده فیلمشناسی

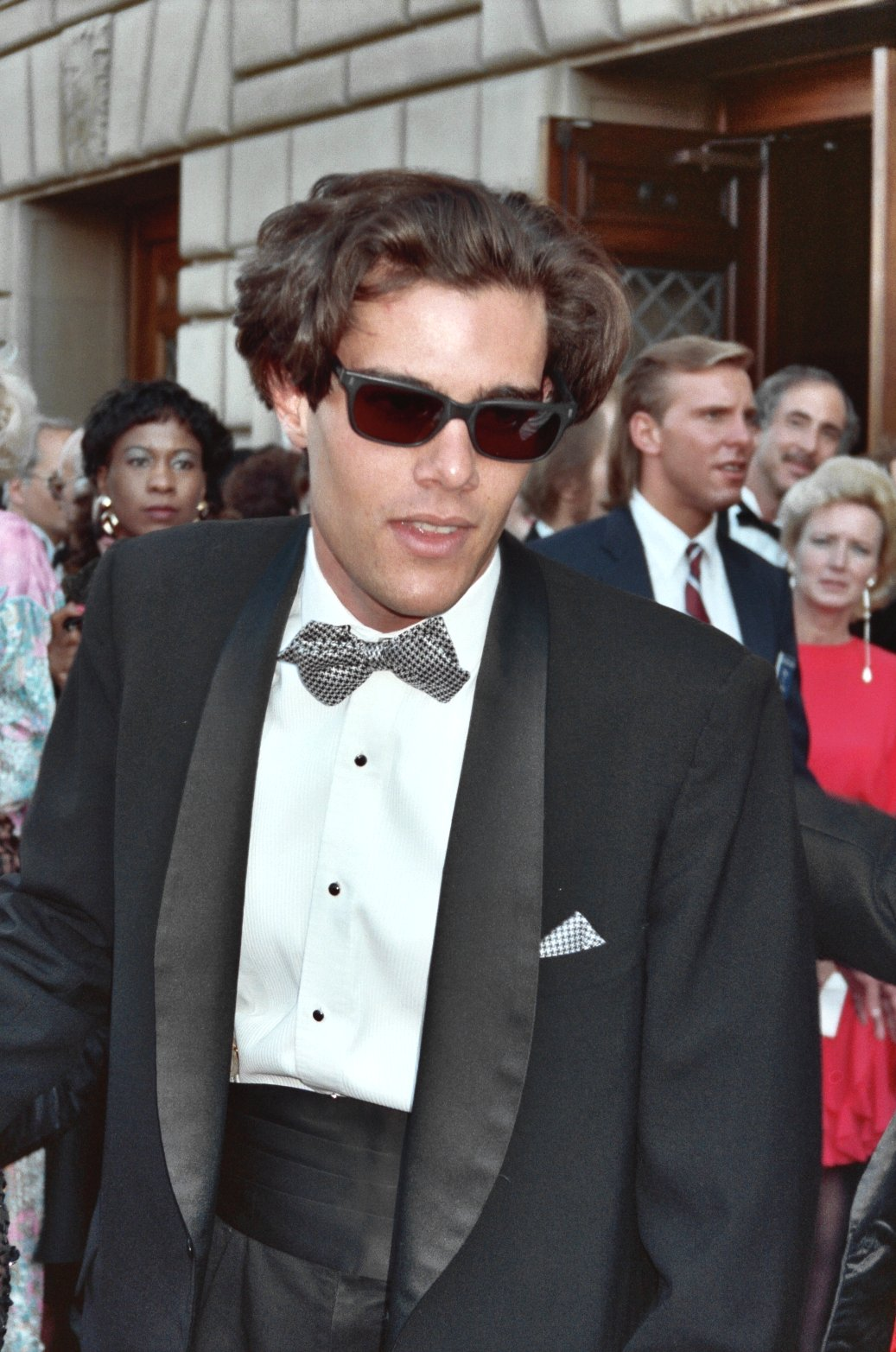

از فیلم‌ها یا برنامه‌های تلویزیونی که وی در آن نقش داشته‌است می‌توان به آثار زیر اشاره کرد.
- حمله گوجه‌های قاتل (۱۹۷۸)
- دوست‌دختری از جهنم (۱۹۹۰)
- توئین پیکس: با من بر آتش برو (۱۹۹۲)
- اثر کوریولیس (فیلم) (۱۹۹۴)
- خلسه دلپذیر (فیلم) (۱۹۹۵)
- مقیاس تهاجم (۲۰۱۲)
- خیابان جامپ شماره ۲۱ (۱۹۸۸)
- توئین پیکس (۱۹۹۰–۱۹۹۱)
- بانی و کلاید (۱۹۹۲)
- افسون‌شده (۲۰۰۱)
- ددوود (۲۰۰۶)
- جنس مخالف (۲۰۱۴)
- غیب‌گو (مجموعه تلویزیونی) (۲۰۱۰, ۲۰۱۴)
- یقه سفید (مجموعه تلویزیونی) (۲۰۱۱)
- نجیب‌زادگان (مجموعه تلویزیونی) (۲۰۱۳)
- توئین پیکس (فصل ۳) (۲۰۱۷)